# Гамильтон, Энтони
Э́нтони Га́мильтон (англ. Antony Hamilton), настоящее имя Э́нтони Га́мильтон Сми́т (англ. Antony Hamilton Smith), известный также, как То́ни Сми́т (англ. Tony Smith; 4 мая 1952, Ливерпуль, Великобритания — 29 марта 1995, Лос-Анджелес, США) — австралийский актёр, модель и танцор.
Карьеру начал, как танцор в составе «Австралийского балета», после работал как модель и актёр. Его первой заметной работой на телевидении стала роль Самсона в телефильме «Самсон и Далила» в 1984 году. В 1984—1985 году сыграл роль Джека Страйкера в телесериале «Прикрытие» на канале Си-би-эс. Широкую известность приобрёл, сыграв роль агента Макса Харта в телесериале «Миссия невыполнима» в 1988 году.

## Биография

### Ранние годы
Родился в Ливерпуле 4 мая 1952 года. Через две недели после рождения остался сиротой. Был усыновлён Дональдом Смитом и его женой Маргарет, урождённой Гамильтон, которые назвали его Энтони Гамильтоном Смитом. Его приёмный отец был австралийцем, служил командиром австралийской эскадрильи и был участником Второй мировой войне. Приемная мать была британкой и работала медсестрой. Когда ему было три года, семье переехала в Южную Австралию. Ранние годы Гамильтона прошло на ферме, где разводили овец. Окончил Шотландский колледж в Аделаиде, где изучал танцы и активно занимался спортом.
В возрасте пятнадцати лет выиграл стипендию на обучение в Австралийской балетной школе в Мельбурне. Окончив обучение, начал карьеру профессионального танцора в Австралийской балетной труппе, с которой два года гастролировал по Европе и СССР.

### Карьера
В 1973 году, во время танцевального тура с Австралийским балетом, познакомился с советским русским фотографом и журналистом Владимиром Блиохом; сделанные Блиохом фотографии привели Гамильтона к мысли заняться модельным бизнесом. В том же году он оставил карьеру танцора и стал фотомоделью. Позднее Гамильтон сказал: «Танцы были слишком ограничены и регламентированы для меня. […] Я стал фотомоделью не потому, что интересовался модой или стилем, а потому, что знал, что это хороший способ увидеть мир. […] Это дало мне независимость. […] Гонорары тоже были неплохими». После подписания контракта с модельным агентством в Лондоне, он работал в качестве модели в странах Европы, Америки, Азии и Африки. Гамильтон был популярной моделью всемирно известных фотографов, таких, как Ричард Аведон и Брюс Вебер. Сотрудничал с такими дизайнерами, как Джанни Версаче и часто появляясь на страницах журналов «Vogue» и «GQ».
В это же время он стал брать уроки актёрского мастерства. Его первой главной работой в кино была роль Самсона в телевизионном фильме 1984 года «Самсон и Далила». В том же году продюсеры криминального сериала «Под прикрытием» предложили ему главную роль после того, как предыдущий её исполнитель, Джон-Эрик Хексэм умер в ходе несчастного случая на съёмочной площадке в октябре 1984 года. У продюсеров были некоторые опасения по поводу того, что звездой сериала может оказаться гомосексуал, так как в 1980-х годах гомосексуальные люди в США ещё подвергались дискриминации. Первый эпизод с Гамильтоном вышел в эфир 24 ноября 1984 года. Через год канал CBS приостановил производство сериала. В том же году кандидатура Гамильтона рассматривалась на роль нового Джеймса Бонда, вместо Роджера Мура. Однако продюсер фильмов об агенте 007 Альберт Брокколи решил не давать эту роль гомосексуалу и остановил свой выбор на Тимоти Далтоне. В 1986 году Гамильтон сыграл небольшую роль в комедийном фильме «Джек-попрыгун» с Вупи Голдберг в главной роли. Он также снялся в нескольких телевизионных сериалах, включая «Автостопщик», «Новая сумеречная зона», «Очарование» и «Закон Лос-Анджелеса».
В 1988 году Гамильтон получил роль агента Макса Харта в сериале «Миссия невыполнима». В 1990 году из-за низкого рейтинга производство сериала было приостановлено. В 1991 году он стал приглашённым актёром в двух эпизодах криминальной драмы «Поскриптум: я люблю тебя». Последней работой Гамильтона в кино стала роль в триллере 1992 года «Преступный инстинкт».

### Личная жизнь
Энтони Гамильтон был гомосексуалом. Он заразился ВИЧ-инфекцией. 29 марта 1995 года актёр умер в Лос-Анджелесе от пневмонии, бывшей следствием СПИД-а. Членами семьи от имени актёра были сделаны пожертвования в СПИД-проект Лос-Анджелеса. Гамильтон был кремирован. Его прах был развеян на побережье Малибу.

## Фильмография
| Год       | Фильм                                                                   | Режиссёр      | Персонаж              |
| --------- | ----------------------------------------------------------------------- | ------------- | --------------------- |
| 1992      | «Смертельный инстинкт» (англ. Fatal Instinct)                           | Карл Райнер   | Бил Хук               |
| 1991      | «Постскрутум: я люблю тебя» (англ. P.S. I Luv U)                        |               | Доджер                |
| 1988—1990 | «Миссия невыполнима» (англ. Mission: Impossible)                        |               | Максвел Харт          |
| 1988      | «Сонни Спун» (англ. Sonny Spoon)                                        |               |                       |
| 1988      | «Вой. IV» (англ. Howling IV: The Original Nightmare)                    | Джон Хоу      | Том                   |
| 1987      | «Закон Лос-Анджелеса» (англ. L.A. Law)                                  |               | Дэн Сэпин             |
| 1987      | «Очарование» (англ. The Charmings)                                      |               | Лайонел Дэвинпорт III |
| 1986      | «Сумеречная зона» (англ. The Twilight Zone)                             |               | Саймон Локк           |
| 1986      | «Автостопщик» (англ. The Hitchhiker)                                    |               | Джим Бакли            |
| 1986      | «Джек-попрыгун» (англ. Jumpin' Jack Flash )                             | Пенни Маршалл | мужчина в ресторане   |
| 1985      | «Зеркала» (англ. Mirrors)                                               |               | Джино Рэй             |
| 1984—1985 | «Под прикрытием» (англ. Cover Up)                                       |               | Джейк Страйкер        |
| 1984      | «Самсон и Далила» (англ. Samson and Delilah)                            | Ли Филипс     | Самсон                |
| 1979      | «Ноктюрн. Правнучка Дракулы» (англ. Nocturna: Granddaughter of Dracula) | Гарри Хёрвиц  | Джимми                |
| Источник: |                                                                         |               |                       |